# Футбол на летних Олимпийских играх 2020 — квалификация
В соревнованиях по футболу на летних Олимпийских играх 2020 года приняли участие 28 сборных (16 мужских и 12 женских). В мужском олимпийском турнире приняли участие сборные, составленные из игроков не старше 23 лет (родившиеся после 1 января 1997 года). Также в заявку могут войти не более 3 футболистов старше этого возраста. В женском олимпийском турнире возрастные ограничения отсутствуют.

## Квалифицировавшиеся сборные

### Мужчины
| Способ квалификации                      | Дата проведения              | Место проведения  | Сборная           |
| ---------------------------------------- | ---------------------------- | ----------------- | ----------------- |
| Хозяева                                  | 7 сентября 2013              | н/д               | Япония            |
| Чемпионат Европы 2019 (до 21 года)       | 16 — 30 июня 2019            | Италия Сан-Марино | Испания           |
| Чемпионат Европы 2019 (до 21 года)       | 16 — 30 июня 2019            | Италия Сан-Марино | Германия          |
| Чемпионат Европы 2019 (до 21 года)       | 16 — 30 июня 2019            | Италия Сан-Марино | Франция           |
| Чемпионат Европы 2019 (до 21 года)       | 16 — 30 июня 2019            | Италия Сан-Марино | Румыния           |
| Олимпийский отбор Океании 2019           | 21 сентября — 5 октября 2019 | Фиджи             | Новая Зеландия    |
| Кубок африканских наций 2019 (до 23 лет) | 8 — 22 ноября 2019           | Египет            | Египет            |
| Кубок африканских наций 2019 (до 23 лет) | 8 — 22 ноября 2019           | Египет            | Кот-д’Ивуар       |
| Кубок африканских наций 2019 (до 23 лет) | 8 — 22 ноября 2019           | Египет            | ЮАР               |
| Чемпионат Азии 2020 (до 23 лет)          | 8 — 26 января 2020           | Таиланд           | Республика Корея  |
| Чемпионат Азии 2020 (до 23 лет)          | 8 — 26 января 2020           | Таиланд           | Саудовская Аравия |
| Чемпионат Азии 2020 (до 23 лет)          | 8 — 26 января 2020           | Таиланд           | Австралия         |
| Предолимпийский турнир КОНМЕБОЛ 2020     | 18 января — 9 февраля 2020   | Колумбия          | Аргентина         |
| Предолимпийский турнир КОНМЕБОЛ 2020     | 18 января — 9 февраля 2020   | Колумбия          | Бразилия          |
| Олимпийская квалификация КОНКАКАФ 2019   | 18 — 30 марта 2021           | Мексика           | Мексика           |
| Олимпийская квалификация КОНКАКАФ 2019   | 18 — 30 марта 2021           | Мексика           | Гондурас          |

### Женщины
| Способ квалификации                    | Дата проведения                      | Место проведения                             | Сборная        |
| -------------------------------------- | ------------------------------------ | -------------------------------------------- | -------------- |
| Хозяева                                | 7 сентября 2013                      | н/д                                          | Япония         |
| Кубок Америки 2018                     | 4 — 22 апреля 2018                   | Чили                                         | Бразилия       |
| Кубок наций ОФК 2018                   | 18 ноября — 1 декабря 2018           | Новая Каледония                              | Новая Зеландия |
| Чемпионат мира 2019 (Европа)           | 7 июня — 7 июля 2019                 | Франция                                      | Великобритания |
| Чемпионат мира 2019 (Европа)           | 7 июня — 7 июля 2019                 | Франция                                      | Нидерланды     |
| Чемпионат мира 2019 (Европа)           | 7 июня — 7 июля 2019                 | Франция                                      | Швеция         |
| Олимпийская квалификация КОНКАКАФ 2020 | 28 января — 9 февраля 2020           | США                                          | Канада         |
| Олимпийская квалификация КОНКАКАФ 2020 | 28 января — 9 февраля 2020           | США                                          | США            |
| Олимпийская квалификация КАФ 2020      | 5 — 10 марта 2020                    | Камерун Замбия                               | Замбия         |
| Олимпийская квалификация АФК           | 6 — 11 марта 2020 8 — 13 апреля 2021 | Австралия и Республика Корея Вьетнам и Китай | Австралия      |
| Олимпийская квалификация АФК           | 6 — 11 марта 2020 8 — 13 апреля 2021 | Австралия и Республика Корея Вьетнам и Китай | Китай          |
| Стыковые матчи КАФ — КОНМЕБОЛ          | 10 — 13 апреля 2021                  | Турция                                       | Чили           |